# Об'єднані Арабські Емірати на Олімпійських іграх
Об'єднані Арабські Емірати дебютували на Олімпійських іграх 1984 року і відтоді не пропускали жодної літньої Олімпіади. За цей час спортсмени з ОАЕ завоювали дві олімпійські медалі — золото стрільця Ахмеда Аль Мактума на Іграх 2004 року та бронзу дзюдоїста Сергію Тома на Іграх 2016 в Ріо-де-Жанейро.
ОАЕ ніколи не брали участь у зимових Олімпійських іграх.
Національний олімпійський комітет Об'єднаних Арабських Еміратів було засновано 1979 року і визнано МОК у 1980.

## Список медалістів
| Медаль | Спортсмен        | Ігри       | Вид спорту | Дисципліна          |
| ------ | ---------------- | ---------- | ---------- | ------------------- |
| Золото | Ахмед Аль Мактум | Афіни 2004 | Стрільба   | Дабл трап, чоловіки |
| Бронза | Сержіу Тома      | Ріо 2016   | Дзюдо      | до 81 кг, чоловіки  |